# Paraíba do Sul
Paraíba do Sul est une municipalité brésilienne de la microrégion de Três Rios.